# Strategic and Policy Forum
Das Strategic and Policy Forum war ein Beraterkreis, der von US-Präsident Donald Trump ins Leben gerufen wurde. Zielsetzung war, aus der Perspektive von Wirtschaftsführern der Regierung zu zeigen, wie Arbeitsplätze geschaffen werden können und das Wachstum für die U.S.-Wirtschaft verbessert werden kann.
Das erste gemeinsame Treffen fand im Februar 2017 statt. Die Mitglieder waren angesehene Manager, meist CEO (Vorstandsvorsitzende) großer Unternehmen.
Nach mehreren Rücktritten im Zusammenhang mit Trumps Reaktion auf die gewalttätigen Ausschreitungen in Charlottesville gab Trump am 16. August die Auflösung dieses Beraterkreise sowie des ähnlichen American Manufacturing Council bekannt: „Anstatt Druck auf die Wirtschaftsleute im Manufacturing Council und im Strategy & Policy Forum auszuüben, beendige ich beide. Ich danke Ihnen allen!“

## Mitglieder bis zum 16. August 2017
- Paul S. Atkins, CEO, Patomak Global Partners
- Mary Barra, CEO, General Motors
- Toby Cosgrove, CEO, Cleveland Clinic
- Larry Fink, CEO, BlackRock
- Rich Lesser, CEO, Boston Consulting Group
- Doug McMillon, CEO, Walmart Stores
- James McNerney, CEO Boeing
- Indra Nooyi, CEO, PepsiCo
- Adebayo Ogunlesi, Vorsitzender, Global Infrastructure Partners
- Virginia Rometty, CEO, IBM
- Kevin Warsh, Hoover Institution
- Mark Weinberger, CEO, Ernst & Young
- Jack Welch, CEO, General Electric
- Daniel Yergin, Vizepräsident, IHS Market und Pulitzer-Preis-Gewinner

## Mitglieder, die vorzeitig ihre Arbeit im Strategic and Policy Forum beendeten
- Travis Kalanick, CEO, Uber

Am 2. Februar 2017 erklärte er seinen Rücktritt von dieser Position. Vorher hatte es Aufrufe im Internet gegeben, den Fahrdienst wegen der Nähe zu Trump zu boykottieren.
- Elon Musk, CEO, Tesla, Inc. und SpaceX

Das Gremium verließ Musk als Reaktion auf die Ankündigung Donald Trumps, die Vereinigten Staaten würden von dem Pariser Klimaabkommen zurücktreten.
Als Reaktion auf die Stellungnahmen von Donald Trump zu den rechtsextremen Demonstrationen in Charlottesville im August 2017 verließen mehrere Mitglieder das Gremium:
- Kenneth Frazier, CEO, Merck & Co.
- Bob Iger, CEO, The Walt Disney Company
- Brian Krzanich, CEO, Intel
- Kevin Plank, CEO, Under Armour
- Stephen Schwarzman, CEO, Blackstone Group
- Jamie Dimon, CEO, JPMorgan Chase